# Mignanego
Mignanego est une commune italienne de la ville métropolitaine de Gênes dans la région Ligurie en Italie.

## Administration
| Période                                  | Période  | Identité         | Étiquette     | Qualité |
| ---------------------------------------- | -------- | ---------------- | ------------- | ------- |
| 14/06/2004                               | En cours | Michele Malfatti | Centre-Gauche |         |
| Les données manquantes sont à compléter. |          |                  |               |         |

### Hameaux
Fumeri, Giovi, Montanesi, Paveto, Migliarina

### Communes limitrophes
Busalla, Campomorone, Fraconalto, Gênes, Savignone, Serra Riccò, Voltaggio